# Lampranthus deltoides
Lampranthus deltoides es una especie de planta suculenta perteneciente a la familia de las aizoáceas. Es originaria de Sudáfrica.

## Descripción
Es una planta suculenta perennifolia que alcanza un tamaño de 50 cm de altura, con flores de color violeta, se encuentra a una altitud de 450 - 1250 metros en Sudáfrica.

## Taxonomía
Lampranthus deltoides fue descrita por  (L.) Glen ex Wijnands, y publicado en The Botany of the Commelins 148. 1983.
Etimología
Lampranthus: nombre genérico que deriva de las palabras griegas: lamprós = "brillante" y ánthos = "flor".
deltoides: epíteto latino que significa "con forma de delta".
Sinonimia
- Mesembryanthemum deltoides L. basónimo
- Oscularia deltoides (L.) Schwantes (1927)
- Mesembryanthemum deltoides L. (1753)
- Mesembryanthemum muricatum Haw. (1803)
- Mesembryanthemum deltoides var. muricatum (Haw.) A.Berger
- Oscularia muricata (Haw.) Schwantes ex H.Jacobsen
- Oscularia deltoides var. muricata (A.Berger) Schwantes
- Oscularia deltata (Mill.) Schwantes (1927)[3][4]